# Theo Akkermann

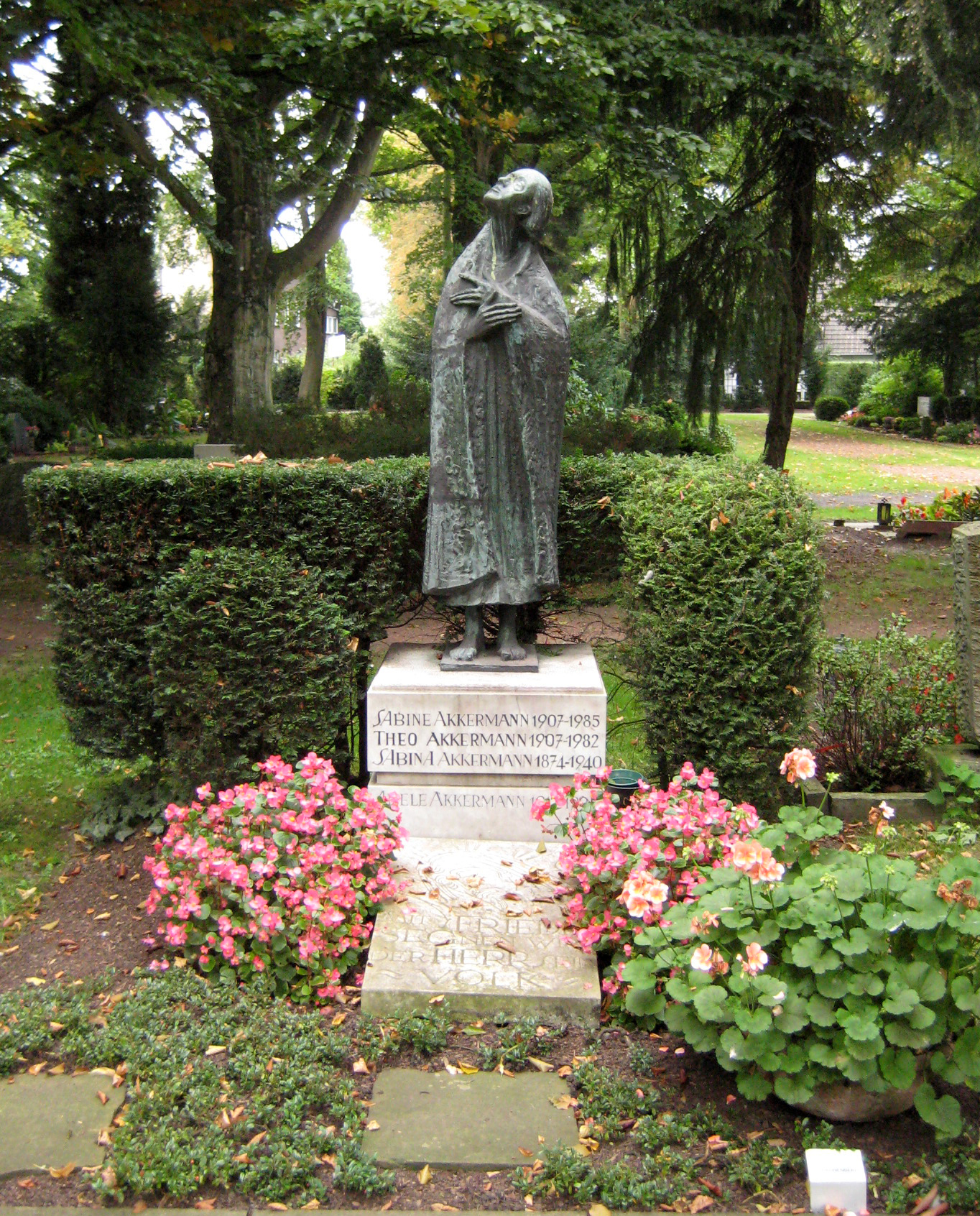
Grab von Familie Akkermann auf dem Hauptfriedhof Krefeld, alter Teil, Fläche Y

Theodor Anton „Theo“ Akkermann (* 1. November 1907 in Krefeld; † 1. August 1982 ebenda) war ein deutscher Bildhauer.

## Leben
Theo Akkermann war der Sohn des Krefelder Kunstschreiners Heinrich Akkermann und der Sabina, geb. Becker, aus Schiefbahn. 
Er studierte von 1926 bis 1929 an der Handwerker- und Kunstgewerbeschule Krefeld und an der Kunstakademie Hamburg, anschließend bis 1931 an der École nationale supérieure des beaux-arts de Paris sowie 1932/33 an der Berliner Akademie der Künste bei Hugo Lederer und Fritz Klimsch. Dazwischen arbeitete er zeitweise in der Werkstatt des Hülser Schmiedemeisters und Bildhauers Jakob Mellen. 

1937 stellte Akkermann auf der Großen Deutschen Kunstausstellung ein Werk aus.
Nach dem Zweiten Weltkrieg wurde er Mitglied der Künstlergruppe 45 Krefeld. Im Jahr 1950 übernahm er eine Professur und Leitung einer Bildhauerklasse an der Universität Pretoria in Südafrika. Seit 1957 arbeitete er als Professor in Gent. Akkermann, der Ateliers in Krefeld, Hüls und Mönchengladbach hatte, schuf unter anderem sakrale Werke und Denkmäler.
Seine Zwillingsschwester Sabine Akkermann (1907–1985) war ebenfalls Bildhauerin.

## Werke
In Krefeld-Hüls:
- Pottbäcker Denkmal in Krefeld-Hüls (Das 1930 geschaffene Werk wurde erst 1981 aufgestellt.)
- Portal der Friedhofskapelle, Krefeld-Hüls, 1958
- 14 Nothelfer Altar in St. Cyriakus, Krefeld-Hüls, 1958/59
- Friedhofskreuz, Krefeld-Hüls, 1964
- Altartisch, Pfarrkirche St. Cyriakus Krefeld-Hüls, 1968
- Ambo, Pfarrkirche St. Cyriakus Krefeld-Hüls, 1969
- Taufbecken, Kreuzkirche Krefeld-Hüls, 1979

Weitere Werke:
- Ehrenmal, Friedhof Kerken-Nieukerk, 1932
- Portraitbüste Prälat Schwamborn, Krefeld, 1948
- Balgende Putten, Werkssiedlung Krefeld-Lindental, vor 1950
- Crucifixus, Grabstelle der kath. Geistlichen, Hauptfriedhof neuer Teil, Krefeld, 1953
- Grabmal, Familiengrab Akkermann
- Friedensengel von Krefeld-Inrath, Krefeld, 1962
- Posaunenengel, Erlöserkirche Krefeld-Lindental, 1964
- Portal der Pauluskirche, Krefeld-Nord
- Mahnmal, Friedhof Krefeld-Fischeln, 1966
- Bronzene Rundscheibe, Ökumenische Autobahnkapelle Krefeld-Geismühle
- Gedenkkreuz Friedhof Gellep-Stratum, Krefeld
- Anbeter, Studentendorf der rwth Aachen, 1953
- Kaltwalzer, Bronzeplastik, 1960, Hagen
- Brüderchen und Schwesterchen, 1962, Hagen
- Drei Knaben, Bronzeplastik, Hagen
- Büsten der Lawaczeck-Töchter Huberta und Therese, Kerken-Nieukerk

## Abbildungen

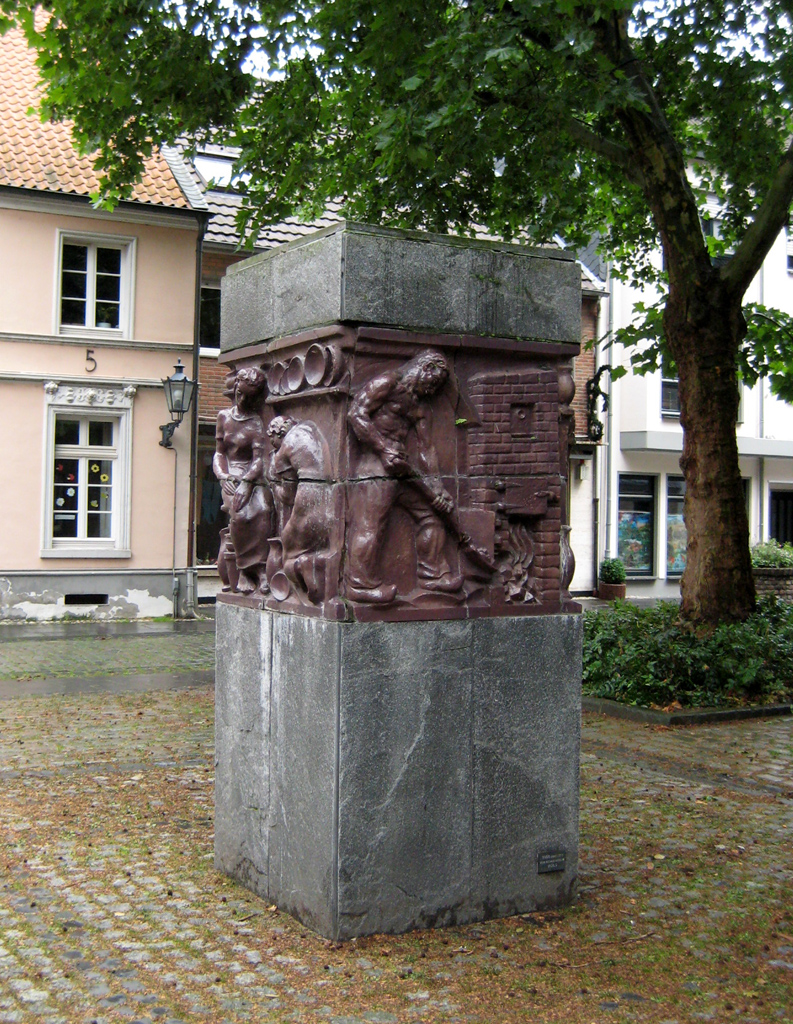
Pottbäcker Denkmal
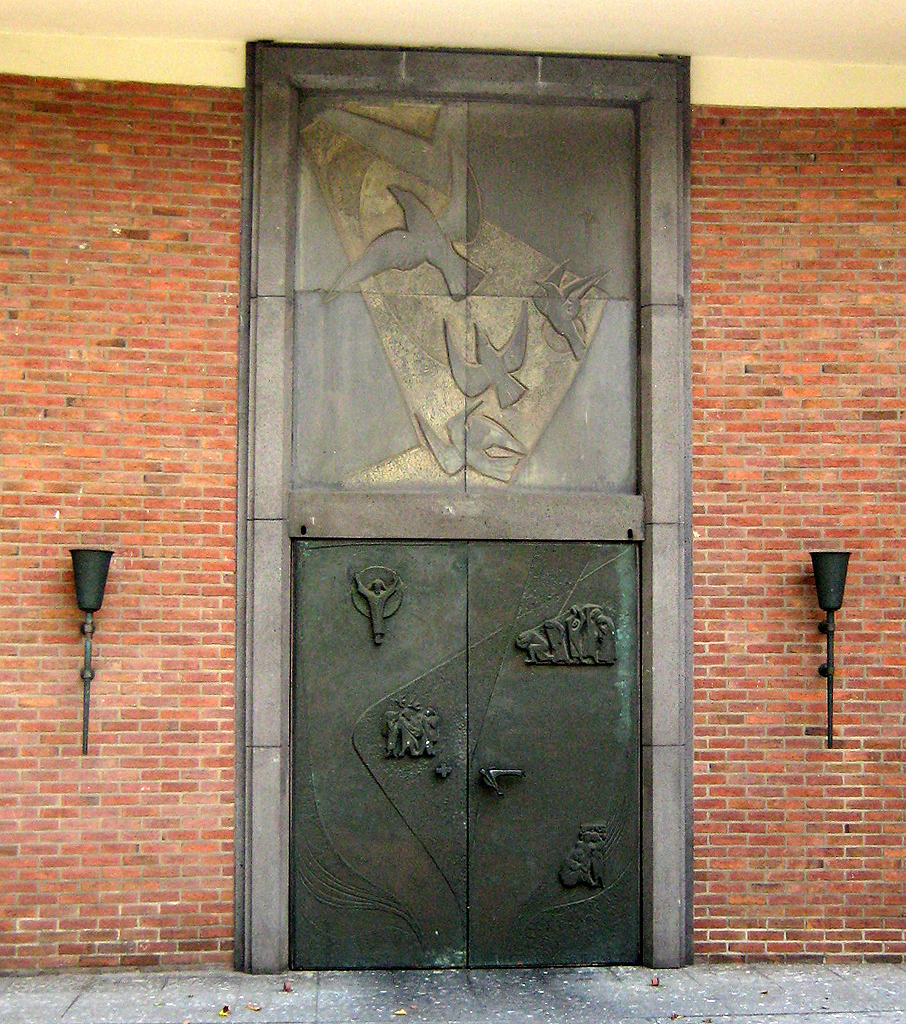
Portal der Friedhofskapelle, Krefeld-Hüls, 1958
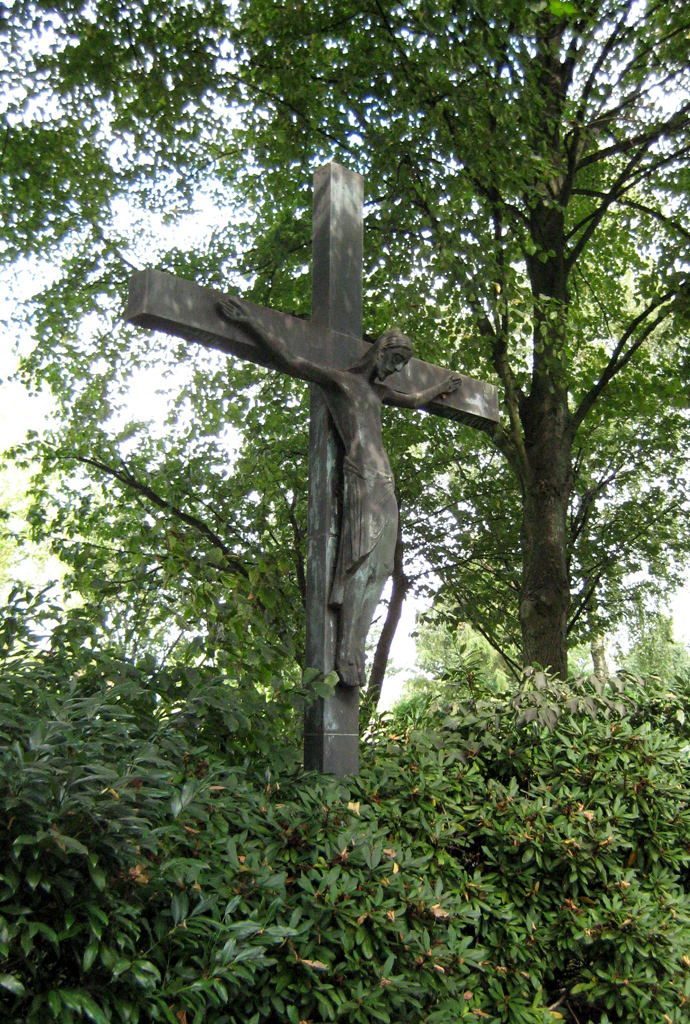
Kreuz auf dem Friedhof Krefeld-Hüls, 1964
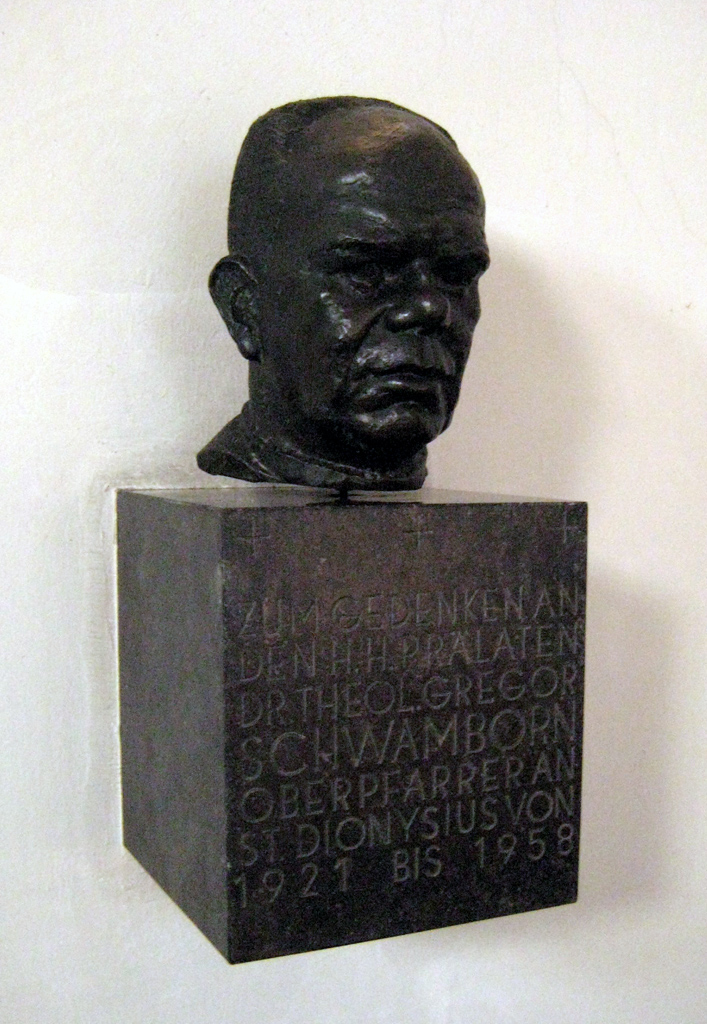
Bronzebüste Gregor Schwamborn, St. Dionysius Krefeld
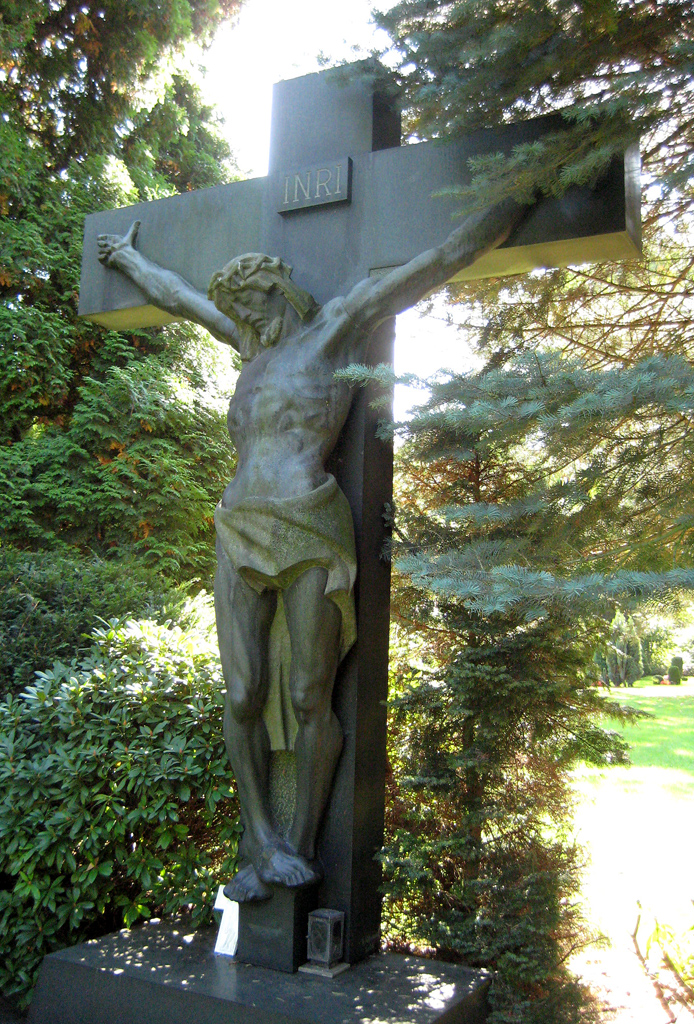
Crucifixus, Grabstelle der kath. Geistlichen, Hauptfriedhof, Neuer Teil Feld Nr. 14, Krefeld
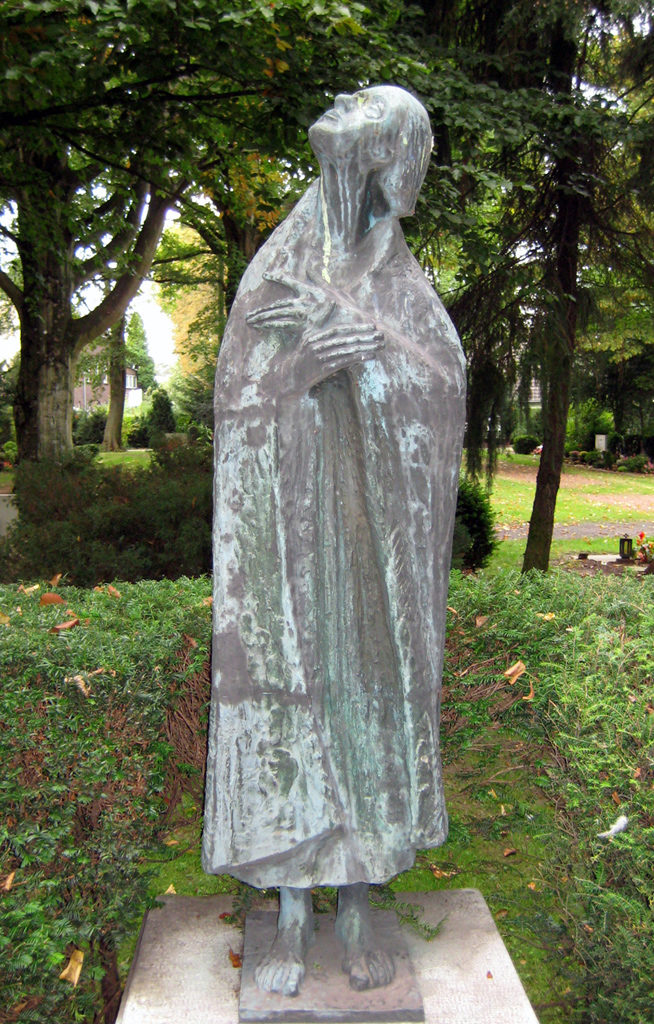
Grabmal, Familiengrab Akkermann
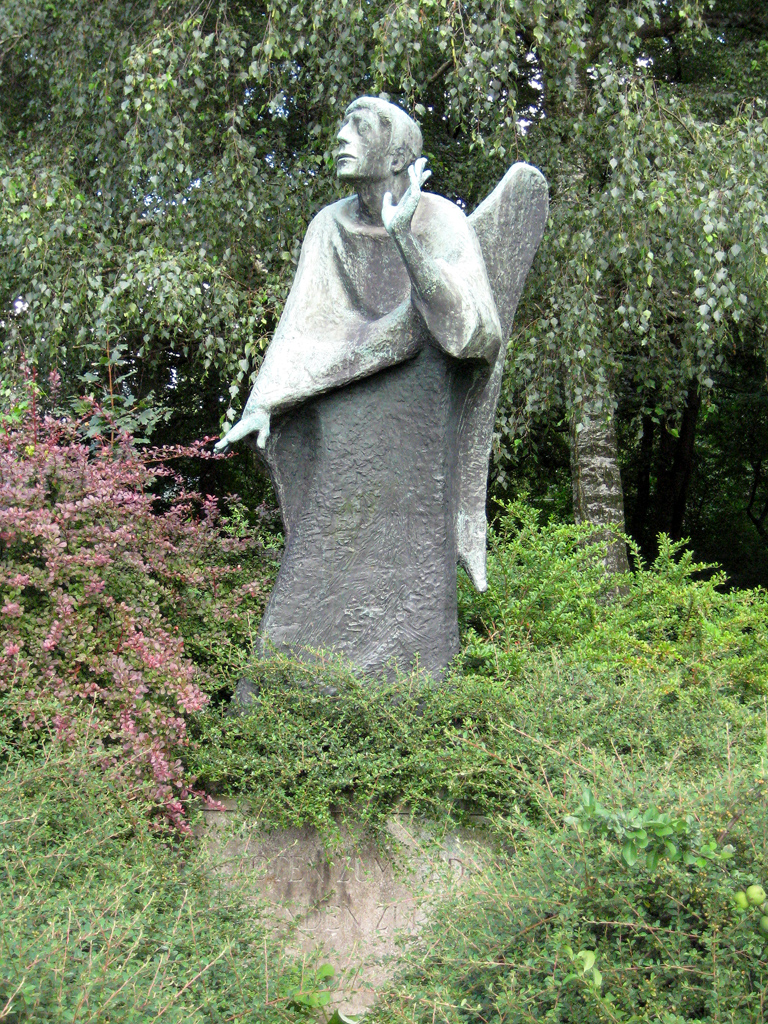
Friedensengel von Krefeld-Inrath
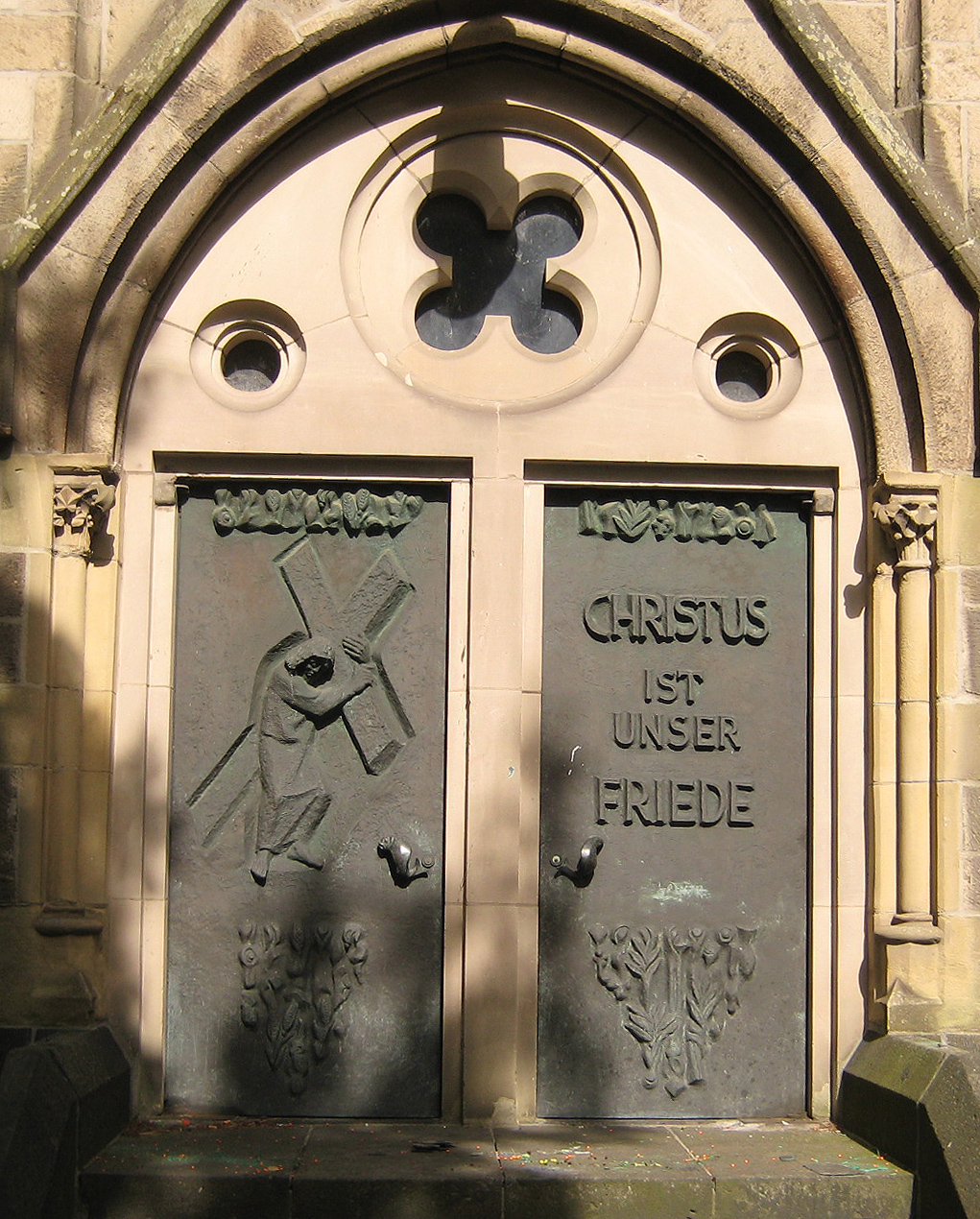
Portal der Pauluskirche, Krefeld
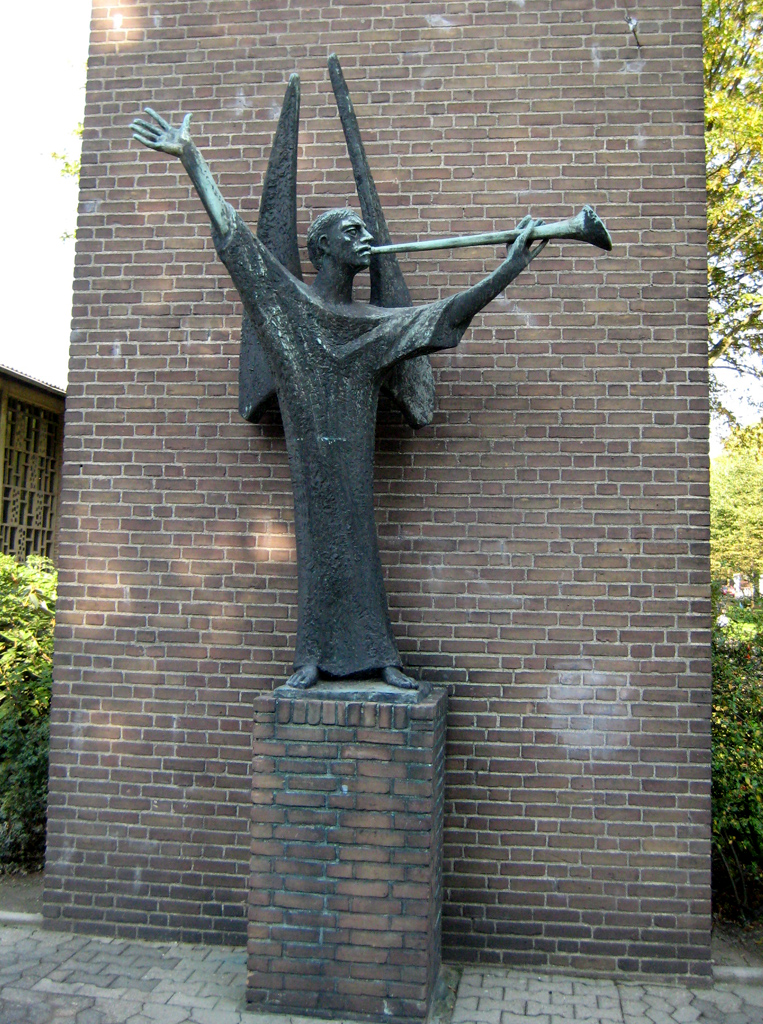
Posaunenengel, Erlöserkirche Krefeld-Lindental
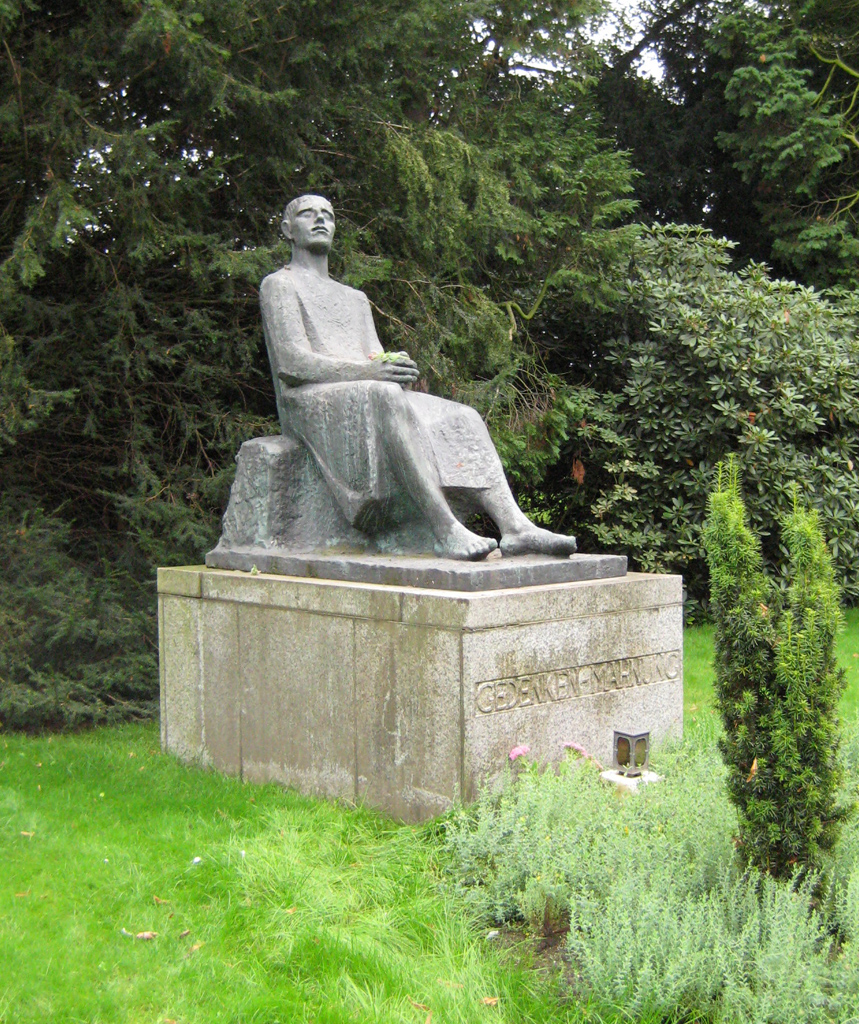
Ehren- und Mahnmal Krefeld-Fischeln
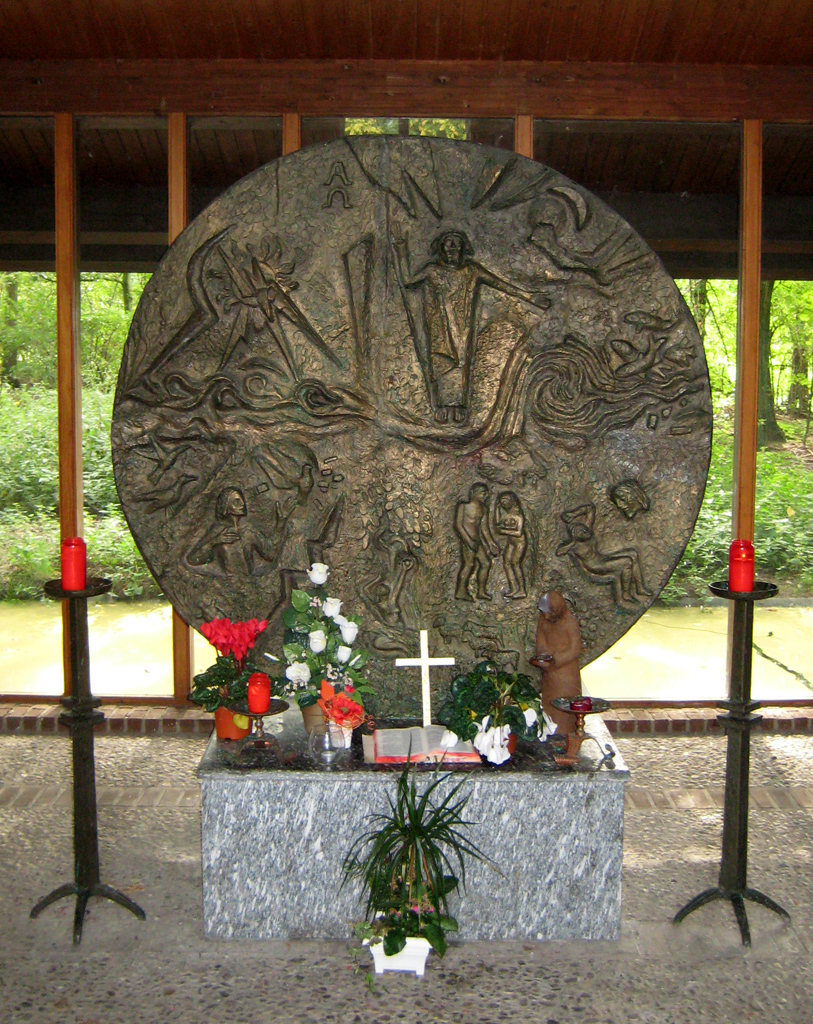
Bronzene Rundscheibe, Autobahnkapelle Geismühle
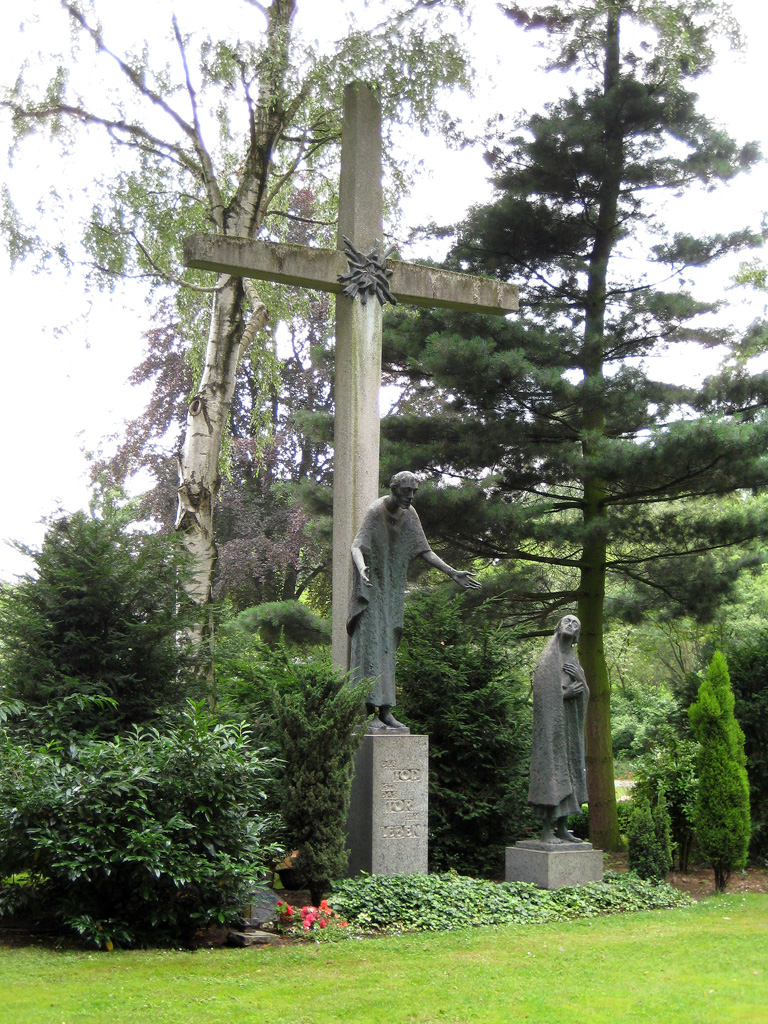
Gedenkkreuz Friedhof Gellep-Stratum, Krefeld
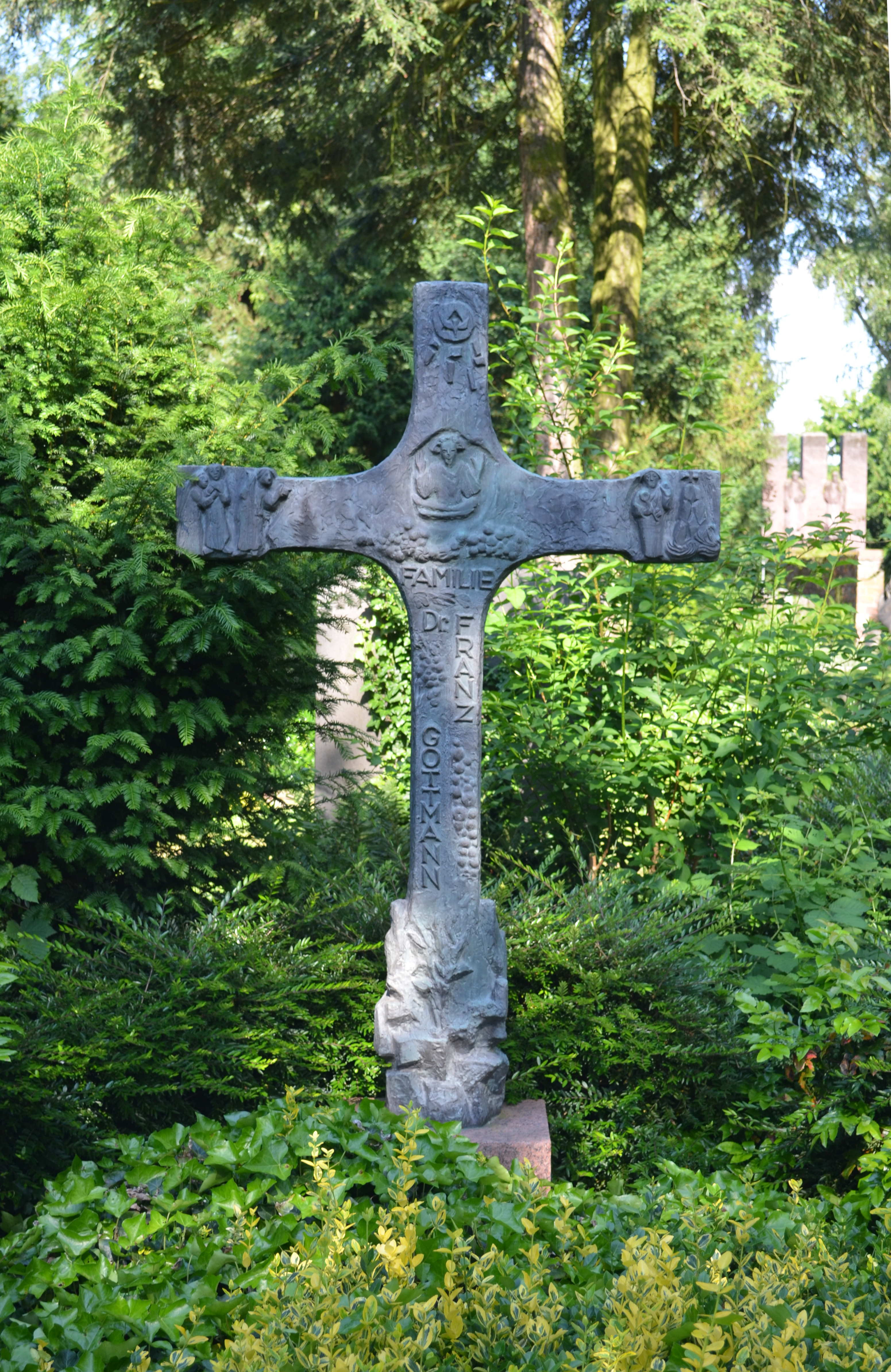
Grab A IV-38 Gottmann auf dem Friedhof Fechenheim
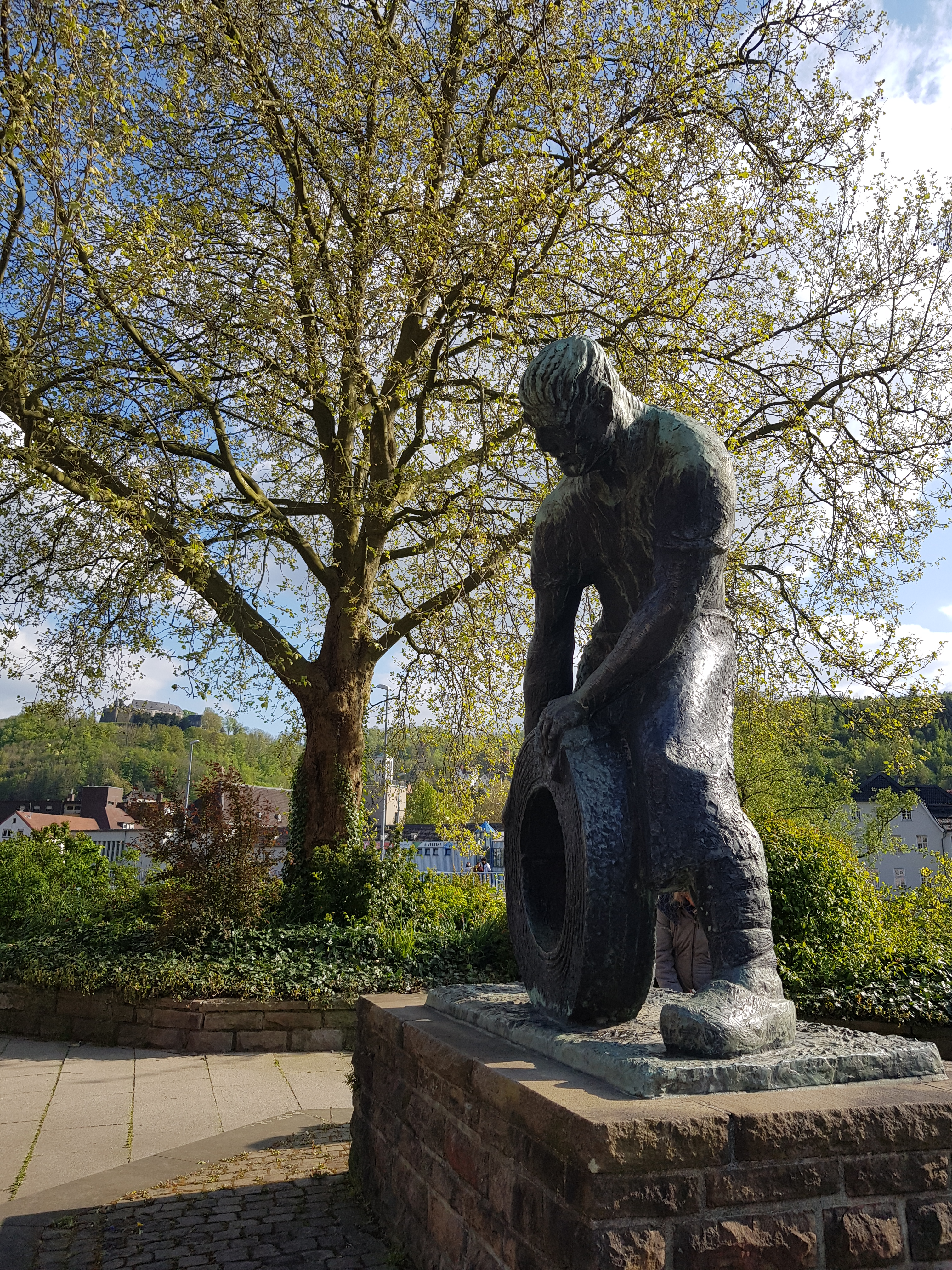
Bronzeplastik „Kaltwalzer“ in Hohenlimburg
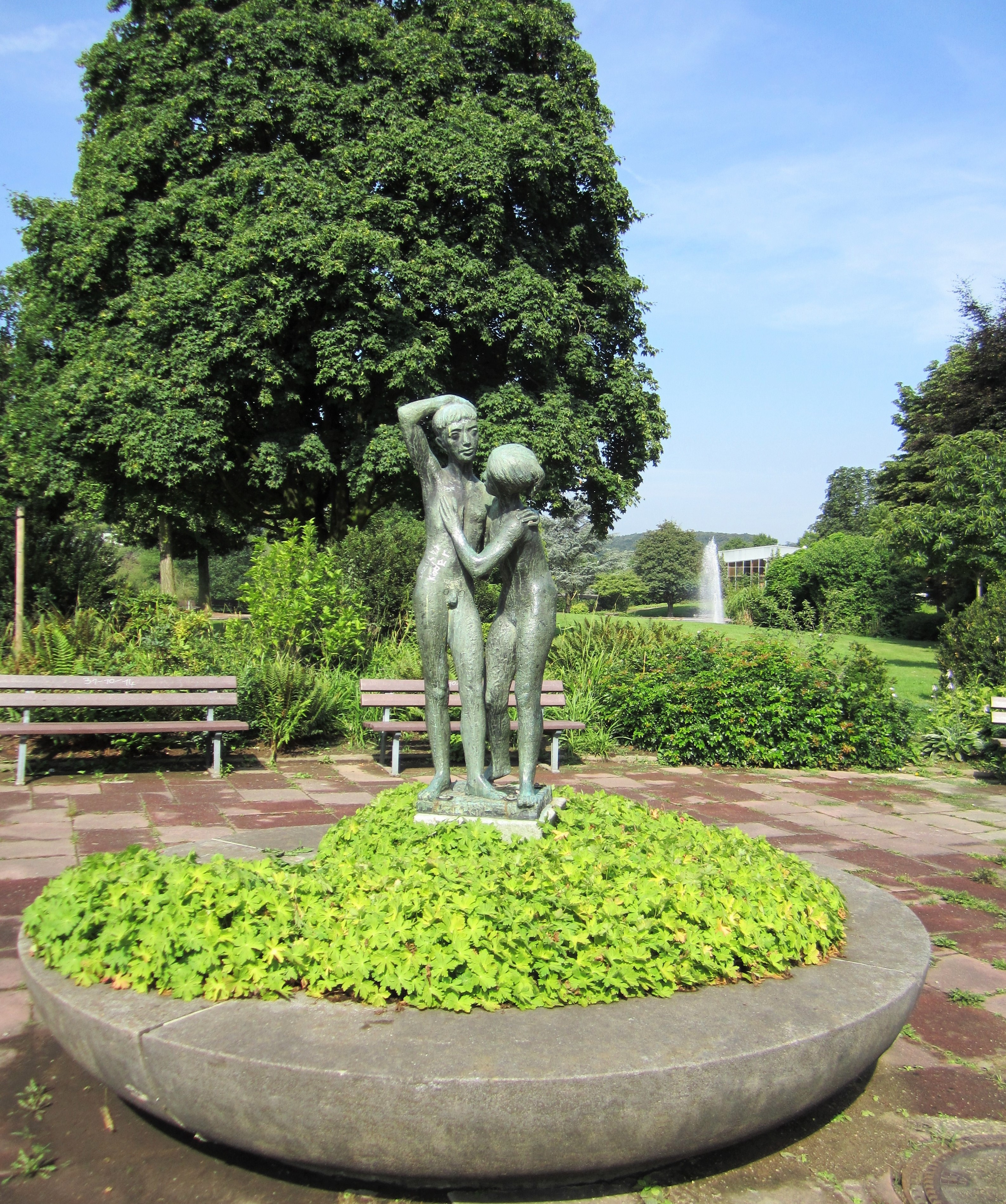
„Brüderchen und Schwesterchen“ in Hohenlimburg